# 나가노 유다이 (축구 선수)
나가노 유다이(일본어: 永野 雄大, 1998년 1월 22일~)는 일본의 축구 선수이다.

## 구단 경력
그는 2020년 J2리그의 기라반츠 기타큐슈에 입단했다. 2021년후 J3리그에 강등했다. 2023년까지 88경기에 출전. 2024년 베로스크로노스 쓰노로 이적했다.